# In My Life
"In My Life" là ca khúc của ban nhạc The Beatles được viết bởi John Lennon và Paul McCartney. Ca khúc vốn được viết tương đối hoàn chỉnh bởi Lennon; McCartney chỉ bổ sung một chút vào đoạn cuối, điều này tạo nên tranh cãi về đóng góp của anh trong ca khúc này. George Martin đóng góp phần solo nhạc cụ ở đoạn chuyển. Được phát hành năm 1965 trong album Rubber Soul, "In My Life" có được vị trí số 23 trong danh sách "500 bài hát vĩ đại nhất" của tạp chí Rolling Stone, cùng với đó là vị trí số 5 trong danh sách "100 bài hát hay nhất của The Beatles" cùng của tạp chí trên. Đây cũng là ca khúc chiếm vị trí số 2 tại danh sách "50 bài hát" của đài CBC. Năm 2000, tạp chí Mojo xếp "In My Life" là ca khúc hay nhất mọi thời đại trong danh sách của họ.

## Thành phần tham gia sản xuất
Theo Ian MacDonald.
- John Lennon – hát chính, hát bè, guitar nền.
- Paul McCartney – hát nền, bass.
- George Harrison – hát nền, guitar lead.
- Ringo Starr – trống, sắc-xô, chuông[4].
- George Martin – piano điện.